# شهدخوار سینه‌سرخ
شهدخوار سینه‌سرخ (نام علمی: Cinnyris erythrocercus) یک گونه از پرندگان خانواده شهدخواران است و در بروندی، جمهوری دموکراتیک کنگو، اتیوپی، کنیا، رواندا، سودان جنوبی، تانزانیا و اوگاندا یافت می‌شود.